# Кербала (област)
Кербала е една от 18-те административни области в Ирак. Покрива площ от 5034 km2. Населението през 2013 г. е 1 218 732 жители. Административният ѝ център е град Кербала.